# Frullania esenbeckiana
Frullania esenbeckiana là một loài Rêu trong họ Jubulaceae. Loài này được Beauverd ex Stephani mô tả khoa học đầu tiên năm 1924.